# Idrisidisches Emirat Asir
Das Idrisidische Emirat Asir war ein Emirat im Grenzgebiet der heutigen Staaten Saudi-Arabien und Jemen, das von 1908 bis 1934 bestand.

## Geschichte
Der aus der Dynastie der Idrisiden von Asir stammende Muhammad ibn Ali al-Idrisi versuchte ab 1906 im Bündnis mit dem jemenitischen Imam Yahya ibn Muhammad (1904–1948), dann gegen ihn, die Osmanen, die den Jemen und Asir seit dem Ende des 19. Jahrhunderts wieder beherrschten, zu vertreiben. Der Aufstand wurde von osmanischen Truppen weitgehend niedergeschlagen, doch konnte Muhammad während des Italienisch-Osmanischen Krieges mit Unterstützung Italiens die faktische Unabhängigkeit erringen. Nach Beginn des Ersten Weltkrieges wurde Muhammad (1911–1923) auch von Großbritannien anerkannt. Mit britischer Hilfe besetzten die Idrisiden 1916 die jemenitische Hafenstadt al-Hudaida und nach der Kapitulation der Osmanen 1918 auch Abha, wenngleich hier bis 1920 zeitweise auch das Scheichtum Oberasir existierte.
Seine größte Ausdehnung erreichte das Emirat in diesen Jahren. Allerdings konnte sein Nachfolger al-Hassan nach 1923 den Ausbruch dynastischer Machtkämpfe nicht verhindern, was zu Interventionen des Jemen und der Saudis führte. So eroberte der Jemen al-Hudaida zurück, während Abd al-Aziz ibn Saud 1926 sich das Protektorat über die Gebirgsstämme sicherte. Al-Hassan ibn Ali al-Idrisi al-Hassani scheiterte beim Versuch, das saudische Protektorat abzustreifen. Am 20. November 1930 wurde das Emirat faktisch durch das Königreich Hedschas und Nadschd annektiert. Nach kriegerischen Auseinandersetzungen zwischen Saudi-Arabien und dem Jemen kam Asir im Abkommen von Taif (1934) endgültig an Saudi-Arabien.

## Emire von Asir
- Sayyid Muhammad ibn Ali al-Idrisi (1909–1923)
- Sayyid Ali ibn Muhammad al-Idrisi al-Hassani (1923–1926)
- Sayyid al-Hassan ibn Ali al-Idrisi al-Hassani (1926–1930)[1]